# Макколл, Иан (боец смешанного стиля)
И́ан Гре́гори Макко́лл (англ. Ian Gregory McCall; род. 5 июля 1984, Коста-Меса) — американский боец смешанного стиля, представитель легчайшей и наилегчайшей весовых категорий. Выступал на профессиональном уровне в период 2002—2018 годов, известен по участию в турнирах бойцовских организаций UFC, WEC, Rizin FF, TPF и др. Владел титулом чемпиона TPF в наилегчайшем весе.

## Биография
Иан Макколл родился 5 июля 1984 года в городе Коста-Меса штата Калифорния. В детстве часто дрался, увлекался восточными единоборствами. Во время учёбы в старшей школе и в колледже серьёзно занимался борьбой, имел определённые успехи, но из-за травмы колена вынужден был отказаться от карьеры борца.
В молодости состоял в уличной банде Lords of South County, члены которой совершали нападения на случайных прохожих. Некоторые из них впоследствии были осуждены за эти преступления, как например находившийся в их рядах известный боец Роб Эмерсон, но Макколлу удалось избежать преследования. Он рассказывал, что однажды во время очередного нападения прохожий ответил ему правым прямым и отправил его в бессознательное состояние.

### Начало профессиональной карьеры
Дебютировал в смешанных единоборствах на профессиональном уровне в августе 2002 года, заставил своего соперника сдаться во втором раунде с помощью удушающего приёма сзади. Дрался в небольших американских промоушенах, таких как Warriors Quest, WFC, Total Combat, Battle in the Ballroom — из всех поединков неизменно выходил победителем.

### World Extreme Cagefighting
Имея в послужном списке пять побед без единого поражения, в 2007 году Макколл привлёк к себе внимание крупной организации World Extreme Cagefighting. В дебютном поединке выиграл техническим нокаутом у Коти Уилера, но затем досрочно проиграл Чарли Валенсии — в первом же раунде попался в «гильотину» и вынужден был сдаться.
В январе 2009 года провёл в клетке WEC бой против Доминика Круса, уступив по очкам единогласным решением судей.

### Tachi Palace Fights
На протяжении всего 2011 года Иан Макколл активно сотрудничал с калифорнийским промоушеном Tachi Palace Fights, спустившись при этом в наилегчайшую весовую категорию. В первом поединке он сенсационно одолел по очкам непобеждённого бразильца Жусиера Формигу, который на тот момент считался одним из лучших бойцов наилегчайшего веса в мире. Затем единогласным решением взял верх над небитым соотечественником Дастином Ортисом и удостоился права оспорить титул чемпиона, принадлежавший на тот момент Дарреллу Монтагью. В третьем раунде чемпионского боя Макколл принудил Монтагью к сдаче и забрал пояс чемпиона себе. Портал Sherdog в то же время включил его в символическую команду самых жестоких бойцов и назвал победителем в номинации «Возвращение года».

### Ultimate Fighting Championship
Находясь на серии из четырёх побед и владея титулом чемпиона TPF, в декабре 2011 года Макколл подписал контракт с крупнейшей бойцовской организацией мира Ultimate Fighting Championship, где сразу же стал участником турнира из четырёх бойцов, победитель которого должен был завладеть введённым чемпионским поясом в наилегчайшем весе. Его соперником на полуфинал стал Деметриус Джонсон. Состоявшийся в марте 2012 года бой продлился всё отведённое время — изначально было объявлено, что Джонсон победил решением большинства судей, но позже выявилась ошибка при подсчёте очков в судейских карточках, и в итоге результат изменили на ничью решением большинства. Данный бой является первым в истории UFC в наилегчайшей весовой категории.
Поскольку в первом поединке определить финалиста не удалось, в июне состоялся повторный поединок — на сей раз Джонсон уверенно выиграл единогласным решением. Это был первый раз, когда турнир UFC возглавляли представители наилегчайшего веса. Впоследствии Деметриус Джонсон в течение многих лет удерживал титул чемпиона UFC, заработав репутацию одного из сильнейших бойцов в истории смешанных единоборств.
На август 2012 года планировался бой с новичком организации Джоном Морагой, но из-за проблем с полицией Макколл вынужден был сняться с этого турнира и был заменён Улиссом Гомесом.
В феврале 2013 года вышел в клетку против Джозефа Бенавидеса и уступил ему единогласным решением. Спустя несколько месяцев выиграл единогласным решением у бразильца Илиарди Сантуса, заработав бонус за лучший бой вечера.
После череды травм в июле 2014 года вернулся в октагон для встречи с англичанином Брэдом Пикеттом, на турнире в Ирландии одолел его единогласным решением.
В январе 2015 года единогласным решением судей потерпел поражение от бразильца Джона Линекера.
В течение последующих двух лет Макколлу неоднократно назначались поединки на различных турнирах, его соперниками должны были стать Дастин Ортис, Джастин Скоггинс, Рей Борг, Нил Сири и Джарред Брукс, однако по разным причинам все эти поединки срывались. В конечном счёте в октябре 2017 года Макколл попросил UFC об освобождении от контракта, и организация удовлетворила его просьбу.

### Rizin Fighting Federation
Будучи не связанным контрактными обязательствами с UFC, вскоре Иан Макколл объявил о сотрудничестве с японской организацией Rizin Fighting Federation. Здесь он стал участником гран-при легчайшего веса, но уже в стартовом поединке на стадии четвертьфиналов, состоявшемся в декабре 2017 года, был остановлен Манелем Капе — уже в начале первого раунда получил серьёзное рассечение, и врач запретил ему продолжать поединок.
В мае 2018 года на очередном турнире Rizin Макколл встретился с японским ветераном Кёдзи Хоригути и был нокаутирован им на девятой секунде первого раунда. Спустя несколько дней на подкасте The MMA Hour он объявил о завершении карьеры профессионального бойца.

## Статистика в профессиональном ММА
| Боёв 21  | Побед 13 | Поражений 7 |
| -------- | -------- | ----------- |
| Нокаутом | 4        | 2           |
| Сдачей   | 3        | 1           |
| Решением | 6        | 4           |
| Ничьи    | 1        | 1           |

| Результат | Рекорд | Соперник          | Способ                       | Турнир                                   | Дата            | Раунд | Время | Место                    | Примечание                                                  |
| --------- | ------ | ----------------- | ---------------------------- | ---------------------------------------- | --------------- | ----- | ----- | ------------------------ | ----------------------------------------------------------- |
| Поражение | 13-7-1 | Кёдзи Хоригути    | KO (удар рукой)              | Rizin 10: Fukuoka                        | 6 мая 2018      | 1     | 0:09  | Фукуока, Япония          |                                                             |
| Поражение | 13-6-1 | Манель Капе       | TKO (остановлен врачом)      | Rizin World Grand Prix 2017: 2nd Round   | 29 декабря 2017 | 1     | 1:48  | Сайтама, Япония          | Четвертьфинал гран-при легчайшего веса.                     |
| Поражение | 13-5-1 | Джон Линекер      | Единогласное решение         | UFC 183                                  | 31 января 2015  | 3     | 5:00  | Лас-Вегас, США           | Бой в промежуточном весе 59 кг; Джон Линекер не сделал вес. |
| Победа    | 13-4-1 | Брэд Пикетт       | Единогласное решение         | UFC Fight Night: McGregor vs. Brandao    | 19 июля 2014    | 3     | 5:00  | Дублин, Ирландия         |                                                             |
| Победа    | 12-4-1 | Илиарди Сантус    | Единогласное решение         | UFC 163                                  | 3 августа 2013  | 3     | 5:00  | Рио-де-Жанейро, Бразилия | Бой вечера.                                                 |
| Поражение | 11-4-1 | Джозеф Бенавидес  | Единогласное решение         | UFC 156                                  | 2 февраля 2013  | 3     | 5:00  | Лас-Вегас, США           |                                                             |
| Поражение | 11-3-1 | Деметриус Джонсон | Единогласное решение         | UFC on FX: Johnson vs. McCall            | 8 июня 2012     | 3     | 5:00  | Санрайз, США             | Полуфинал турнира UFC в наилегчайшем весе.                  |
| Ничья     | 11-2-1 | Деметриус Джонсон | Решение большинства          | UFC on FX: Alves vs. Kampmann            | 3 марта 2012    | 3     | 5:00  | Сидней, Австралия        | Полуфинал турнира UFC в наилегчайшем весе; Бой вечера.      |
| Победа    | 11-2   | Даррелл Монтагью  | Сдача (удушение сзади)       | TPF 10: Let The Chips Fall               | 5 августа 2011  | 3     | 2:15  | Лемор, США               | Выиграл титул чемпиона TPF в наилегчайшем весе.             |
| Победа    | 10-2   | Дастин Ортис      | Единогласное решение         | TPF 9: The Contenders                    | 6 мая 2011      | 3     | 5:00  | Лемор, США               |                                                             |
| Победа    | 9-2    | Жусиер Формига    | Единогласное решение         | TPF 8: All or Nothing                    | 18 февраля 2011 | 3     | 5:00  | Лемор, США               | Дебют в наилегчайшем весе.                                  |
| Победа    | 8-2    | Джефф Уиллингем   | Сдача (треугольник)          | MEZ Sports: Pandemonium 3                | 19 ноября 2010  | 1     | 2:17  | Лос-Анджелес, США        |                                                             |
| Поражение | 7-2    | Доминик Крус      | Единогласное решение         | WEC 38                                   | 25 января 2009  | 3     | 5:00  | Сан-Диего, США           |                                                             |
| Победа    | 7-1    | Кевин Дансмур     | Единогласное решение         | Total Combat 32                          | 2 октября 2008  | 3     | 5:00  | Эль-Кахон, США           |                                                             |
| Поражение | 6-1    | Чарли Валенсия    | Сдача (гильотина)            | WEC 31                                   | 12 декабря 2007 | 1     | 3:19  | Лас-Вегас, США           |                                                             |
| Победа    | 6-0    | Коти Уилер        | TKO (удары руками)           | WEC 30                                   | 5 сентября 2007 | 3     | 4:34  | Лас-Вегас, США           |                                                             |
| Победа    | 5-0    | Рик Маккоркелл    | KO (удар рукой)              | Battle in the Ballroom: Summer Fist 2007 | 28 июня 2007    | 1     | 0:13  | Коста-Меса, США          |                                                             |
| Победа    | 4-0    | Крис Дэвид        | Единогласное решение         | Total Combat 15                          | 15 июля 2006    | 3     | N/A   | Сан-Диего, США           |                                                             |
| Победа    | 3-0    | Муса Толивер      | TKO (остановлен секундантом) | WFC: Rumble at the Ramada                | 8 декабря 2005  | 2     | N/A   | Норуолк, США             |                                                             |
| Победа    | 2-0    | Крис Асеведо      | TKO (остановлен секундантом) | Crown Fighting Championship 1            | 4 сентября 2004 | 1     | N/A   | Росарито, Мексика        |                                                             |
| Победа    | 1-0    | Джерри Самсон     | Сдача (удушение сзади)       | Warriors Quest 6: Best of the Best       | 3 августа 2002  | 2     | 2:32  | Гонолулу, США            |                                                             |